# Distretto di Langui
Il distretto di Langui è uno degli otto distretti della provincia di Canas, in Perù. Si trova nella regione di Cusco.